# Könyök (település)
Könyök (szlovákul: Kynek) Nyitra városrésze, egykor önálló falu Szlovákiában, a Nyitrai kerületben, a Nyitrai járásban.

## Fekvése
Nyitra központjától 5 km-re délnyugatra, a Könyöki patak partján fekszik.

## Története
1246-ban "Kuniuk" néven említik először, a zobori apátság birtoka volt. Korábban királyi birtokként a nyitrai vár faluja, később az esztergomi érsekségé. 1598-ban elpusztította a török. 1688-ban Szelepcsényi György érsek a nyitrai káptalannak adta. 1694-ben az Uzovich család lett a község birtokosa. Az ő segítségükkel épült meg 1728-ban a katolikus templom is.
Fényes Elek szerint: "Könyök, Nyitra vm. tót falu, Nyitrához egy kis órányira, a pozsonyi országutban, kies vidéken. Számlál 175 kath., 7 zsidó lak. Földe dombos és lapályos; szőlőhegye, erdeje derék; rétei jók. Ékesíti a földesuraságnak Uzovich Jánosnak csinos kastélya, mellyhez nagy kiterjedésü gyümölcsös és mulató-kert tartozik." Archiválva 2007. szeptember 27-i dátummal a Wayback Machine-ben
Nyitra vármegye monográfiája szerint: "Könyök, Nyitra közelében, a várostól nyugotra, 285 r. kath. vallásu, tót lakossal. Postája, távirója és vasúti állomása Nyitra. E község a XIII. században mint királyi birtok szerepelt. Van egy kápolnája, mely 1830-ban épült. Itt van Uzovics Pál csinos úrilaka és szép parkja. Földesura az Uzovics-család volt, melynek itt ma is nagyobb birtoka van."
A trianoni diktátumig Nyitra vármegye Nyitrai járásához tartozott.

## Népessége
1880-ban 203 szlovák és 4 magyar anyanyelvű lakta.
1890-ben 272 szlovák és 10 magyar anyanyelvű lakosa volt.
1900-ban 237 szlovák és 14 magyar anyanyelvű lakta.
1910-ben 278 lakosából 243 szlovák és 34 magyar anyanyelvű volt.
1921-ben 297 csehszlovák és 6 magyar lakta.
1930-ban 268 csehszlovák lakta.

## Nevezetességei
- A Mindenszentek tiszteletére szentelt, római katolikus temploma 1728-ban épült. Főoltára 1883-ban készült, neogótikus stílusú. A templom alatti sírboltban az Uzovich család tagjai nyugszanak.
- Klasszicista kastélya 19. századi, 1802-ben Uzovich Pál építtette. Angolparkja a század második felében készült. 1951-től gyermekek háza volt, ma szanatórium működik benne.

## Külső hivatkozások
- Nyitra város hivatalos oldala